# Sage ja!
Sage ja! é o primeiro single da banda alemã Unheilig e também o primeiro do álbum "Phosphor", foi lançado em 02 de outubro de 2000 e o single promocional foi lançado pouco antes, em 04 de outubro de 2000. A canção ficou famosa por ser tocada com frequência em casas noturnas.

## Lista de Faixas
| N.º            | Título                                             | Duração |  |
| 1.             | "Sage ja! (Radio Edit)"                            | 3:34    |  |
| 2.             | "Skin (Album Version)"                             | 3:36    |  |
| 3.             | "Sage ja! (Clubmix)" (Remix por Olaf Wollschläger) | 6:57    |  |
| 4.             | "Sage ja!" (Vídeoclipe)                            | 4:15    |  |
| Duração total: | Duração total:                                     | 18:22   |  |

## Créditos
- Der Graf - Vocais/Composição/Letras/Programação
- José Alvarez-Brill - Programação/Produção
- Grant Stevens - Composição/Letras
- René Savelsberg - Guitarra
- Achim Dressler - Programação/Bateria
- Pierre Marschner - Programação/Bateria
- André Paulsen - Produção em "Sage ja!" (vídeo)
- Philipp Schubert - Produção em "Sage ja!" (vídeo) [1]